# Manuel Márquez Rodríguez
Manuel Márquez Rodríguez (Villaseca de la Sagra, 14 de marzo de 1872-Ciudad de México, 12 de junio de 1962) fue un médico español, catedrático de Oftalmología de la Facultad de Medicina de la Universidad de Madrid, colaborador de Ramón y Cajal, Decano de la Facultad de Medicina en 1936, exiliado en México, presidente del Ateneo Ramón y Cajal de México, institución creada por el presidente Lázaro Cárdenas del Río para convalidar las titulaciones de los cerca de 500 médicos españoles exiliados en México en 1939, presidente de la Unión de Profesores Universitarios Españoles en el Extranjero (UPUEE) al fallecimiento de Ignacio Bolívar en 1944.

## Biografía
Manuel Márquez Rodríguez cursó la carrera de Medicina en Madrid, en el colegio de San Carlos, consiguió los Premios Doctor Fourquet y Doctor Martínez de Molina. Fue alumno interno por oposición del Hospital de San Carlos y del Hospital Provincial. En 1895 obtuvo el título de licenciado, leyendo en 1896 su tesis doctoral Las parálisis alternas, obteniendo Premio Extraordinario. Posteriormente ingresó como profesor ayudante en la Facultad de Medicina y trabajó en el Hospital de Buen Suceso en Oftalmología.
Fue el primer médico pensionado por la Junta de Ampliación de Estudios para estudiar en Alemania y Austria.Trabajó con Antonelli en París, con Axenfeld en Freiburg y con Wintersteiner en Viena. Fue miembro honorario de las sociedades oftalmológicas de Francia, Austria, Bélgica, Estados Unidos y México. En España fue consejero de Instrucción Pública y presidente de la Academia Médico Quirúrgica Española.
De vuelta a España, se le designó director del Servicio de Oftalmología del Hospital del Buen Suceso (1901) y en 1902 obtuvo la plaza de profesor auxiliar de Terapéutica de la Facultad de Medicina de Madrid. En 1906 ganó por oposición la cátedra de Terapéutica de la Facultad de Santiago de Compostela y en 1908 obtuvo por traslado la misma en Madrid. En 1911 fue nombrado catedrático de Oftalmología de la misma Facultad a propuesta de la Real Academia de Medicina y del Consejo de Instrucción Pública. Durante la Guerra Civil, Márquez se mantuvo al lado de la República, siendo decano de la Facultad de Medicina, nombrado desde 1934. A finales de 1936, se desplazó a Valencia y en 1937 a Barcelona, donde impartió clases y actuó como jefe de los Servicios Oftalmológicos del Ejército, se trasladó posteriormente a París dónde decidió trasladarse a México. Se casó en 1902 con la doctora Trinidad Arroyo, intelectual y médica española.
Ingresó en junio de 1939 a La Casa de España en México, después El Colegio de México en el que colaboró hasta diciembre de 1940. Impartió un curso para postgraduados (1940-1941) en la Escuela de Medicina de la Universidad Nacional Autónoma de México, en el Hospital General de México impartió cursos por 3 años en servicios de oftalmología, en la misma institución unas conferencias y curso práctico sobre astigmatismo, biastigmatismo y vidrios cilíndricos.Además, fue profesor de oftalmología en la Escuela de Medicina Rural del Instituto Politécnico Nacional.  En este último dio origen a la carrera de Licenciado en Optometría.

## Publicaciones
- Elementos de terapéutica general (1920)
- Lecciones de oftalmología clínica (1926-1927)
- Lecciones de oftalmología clínica general y defectos de refracción del ojo (1934)
- Lecciones de oftalmología clínica especial (1936)
- Cuestiones oftalmológicas (1942)

## Enlaces de interés
- 20070901.html El diario montañés Manuel Márquez y el aura migrañosa (enlace roto disponible en Internet Archive; véase el historial, la primera versión y la última).

| Predecesor: Mariano Carretero y Muriel | Real Academia Nacional de Medicina Sillón 47 1916-1962 | Sucesor: Jesús Á. Fernández-Tresguerres Hernández |

- Datos: Q5993883
- Multimedia: Manuel Márquez Rodríguez / Q5993883